# 分子力学

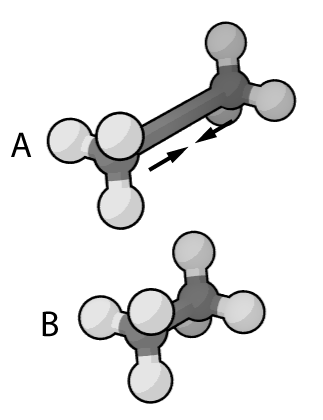
A force field is used to minimize the bond stretching energy of this ethane molecule.

分子力学采用经典力学来模拟分子体系。在分子力学中，使用分子力场方法计算出所有系统的势能。分子力学可用于研究小分子，也可用于研究具有成千乃至上百万原子数的大型生物系统或材料。
全原子分子力学方法具有以下性质：
- 将每个原子模拟为单个粒子
- 每个粒子具有一个半径值（通常为范德华半径），极化率和一个恒定的净电荷数（通常来自于量子计算和/或实验）
- 将原子间互相成键作用模拟为“连线”，取平衡距离等于实验或计算所得的键长

这个方法有几个可能的变体。例如，许多模拟方法曾使用“原子团”模型（此模型将一个甲基基团或亚甲基单元视为单个粒子），而大型蛋白系统则通常使用“珠”模型（此模型将一个氨基酸视为二至四个粒子）进行模拟。

## 函数形式

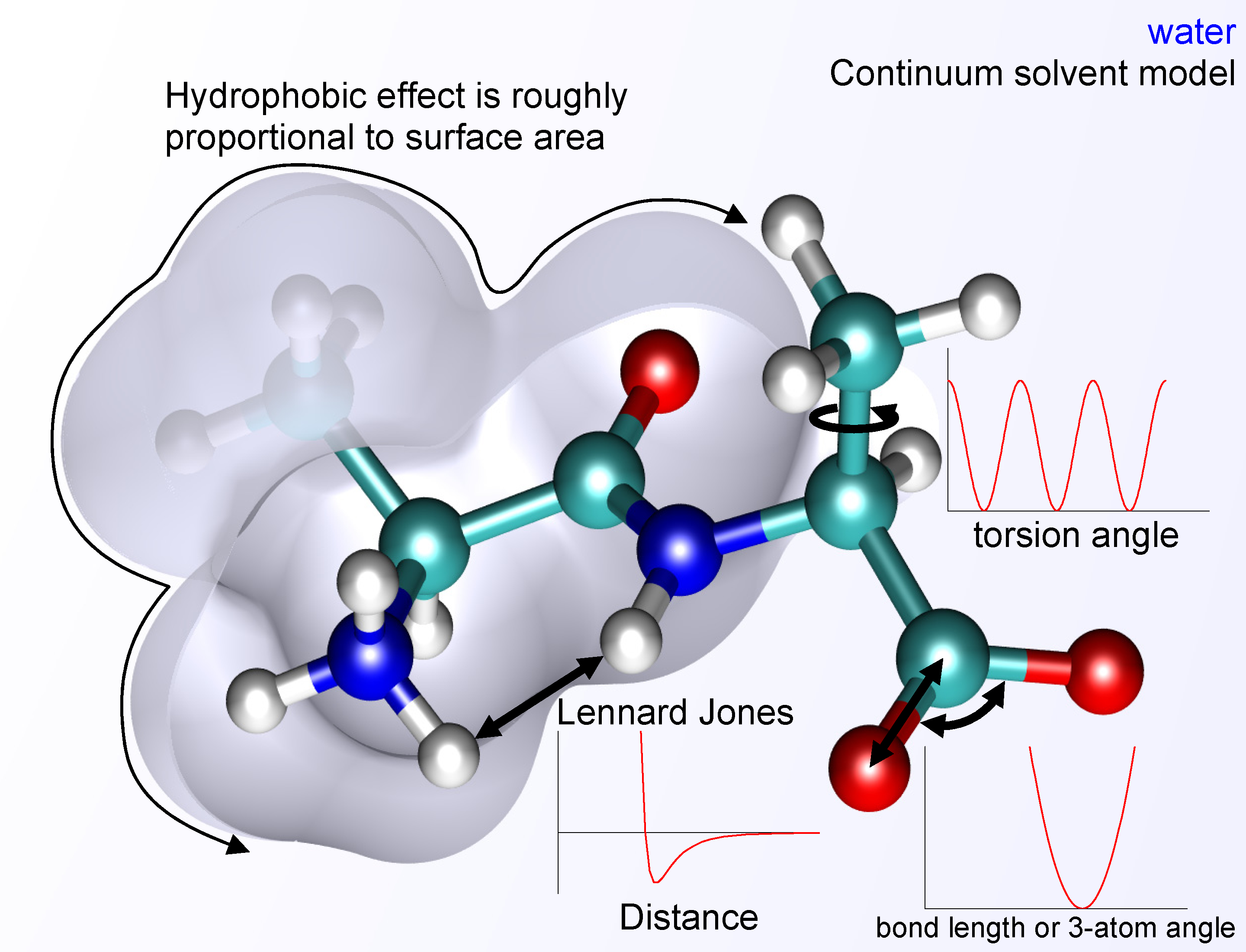
Molecular mechanics potential energy function with continuum solvent.

下文中的函数（即化学势函数，或称化学力场函数），用于在给定的构象下，对独立能量进行加和，计算分子体系的势能（E）。
{\displaystyle \ E=E_{\text{covalent}}+E_{\text{noncovalent}}\,}
其中，共价键和非共价键的贡献由下面的和式求出：
{\displaystyle \ E_{\text{covalent}}=E_{\text{bond}}+E_{\text{angle}}+E_{\text{dihedral}}}
{\displaystyle \ E_{\text{noncovalent}}=E_{\text{electrostatic}}+E_{\text{van der Waals}}}
分子体系的确切的势能函数形式，或其分子力场形式，取决于所使用的特定的仿真程序。

## 应用领域
分子力学的一个应用是能量最小化。换句话说，将力场原则用作优化准则，通过适当算法（如最速下降法）寻找（局部）最小值。

## 软件
这个列表不完整。有许多列表中未包含的软件可以用于进行分子力学模拟的计算。
- ACEMD - GPU MD
- Abalone
- AMBER
- Ascalaph
- BOSS
- CHARMM
- COSMOS
- CytoSolve
- Ghemical
- GROMOS
- GROMACS
- ICM
- MacroModel
- MDynaMix
- NAMD
- Q-Chem
- Spartan
- StruMM3D (STR3DI32)
- TINKER
- Zodiac
- X-PLOR
- Yasara
- LAMMPS